# Explorer 4
Explorer 4 est un satellite scientifique américain du programme Explorer lancé le 26 juillet 1958 pour recueillir des données sur les ceintures de Van Allen. Le projet est développé par l'Army Ballistic Missile Agency (ABMA), chargée du développement des missiles balistiques de l'Armée de terre américaine, car à l'époque la NASA n'existe pas encore. L'instrumentation scientifique de Explorer 4 est développée par le groupe de recherche militaire de la Defense Advanced Research Projects Agency (DARPA) dirigé par le docteur James Van Allen. Le satellite cylindrique de 25 kg doit effectuer des mesures détaillées des particules chargées (électrons et protons) piégées dans les ceintures de radiation de la Terre. Le satellite est animé d'un mouvement de culbute incontrôlé après sa mise en orbite effectuée par un lanceur Juno I lancé depuis la base de lancement de Cap Canaveral, en Floride. L'interprétation des données est en conséquence très difficiles. Le 3 septembre 1958, une première panne touche un des deux émetteurs radio ainsi que le scintillateur utilisé comme un détecteur. Les trois autres détecteurs (deux compteurs Geiger et un cristal d'iodure de césium) continuent de fournir des données jusqu'au 19 septembre 1958. L'émetteur à haute puissance cesse de fonctionner le 5 octobre 1958 sans doute à la suite de l'épuisement des piles dues à ces pannes. Le satellite est détruit en rentrant dans l'atmosphère le 23 octobre 1959 soit 454 jours après son lancement.

## Opération Argus
Les instruments du satellite Explorer 4 (Explorer 5, le lancement de ce dernier est un échec) sont utilisés pour observer les effets des détonations nucléaires de l'opération Argus qui consistent à faire exploser trois petites charges nucléaires de 1,7 kilotonne à haute altitude (400 km) pour détecter les électrons à haute énergie émis par l'explosion et piégés par les ceintures de Van Allen en formant une ceinture d'Argus. La configuration et le l'intensité de la ceinture sont mesurés par des fusées-sondes et le satellite Explorer 4.  

## Caractéristiques techniques

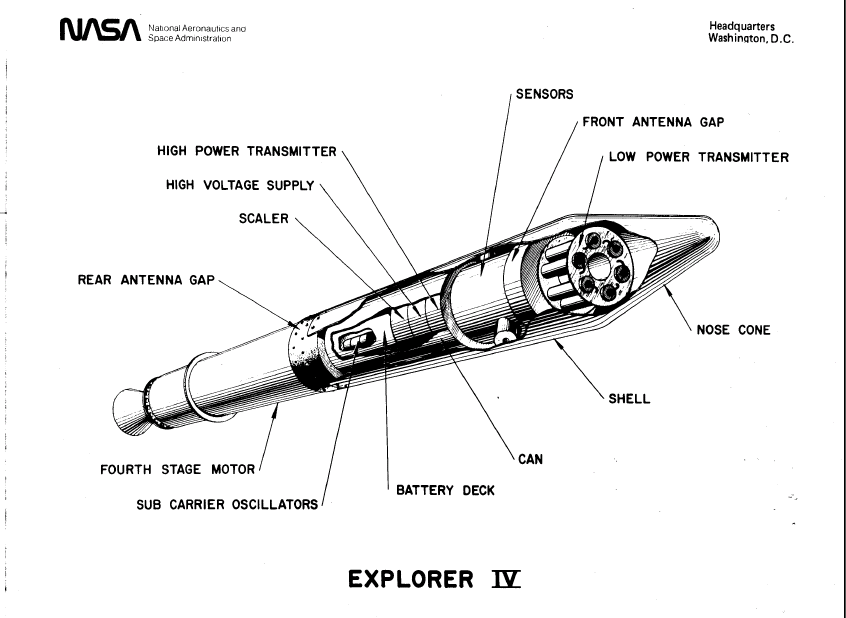
Le schéma du satellite Explorer 4.

Explorer 4 est stabilisé par rotation. L'énergie est fournie par des piles. 